# Le Visage volé
Pour plus de détails, voir Fiche technique et Distribution.
Le Visage volé (Stolen Face) est un film dramatique britannique réalisé par Terence Fisher, sorti en 1952.

## Synopsis
Philip Ritter, un chirurgien esthétique, tombe amoureux de la belle concertiste Alice Brent, qu'il a rencontrée par hasard. Hélas, Alice est déjà fiancée et elle s'enfuit.
De retour à Londres, Ritter doit s'occuper d'une nouvelle patiente, Lily Conover, une prisonnière qui a été défigurée pendant la guerre. Le chirurgien croit qu'il peut changer le caractère d'une personne en changeant son apparence. Il s'occupe donc de Lily, mais quand l'on lui retire ses bandages, on se rend compte qu'il lui a donné le visage d'Alice. Il se marie avec Lily, mais bientôt celle-ci se lasse de sa vie actuelle et retourne à sas anciennes habitudes, le vol et la fête.
Après qu'Alice a terminé le dernier concert de sa tournée, son fiancé David se rend compte qu'elle aime en fait quelqu'un d'autre et rompt leurs fiançailles. Alice se rend alors chez Ritter, qui lui confesse ce qu'il a fait.
Plus tard, Ritter quitte Londres pour se rendre à Plymouth, convaincu que rien ne peut renverser la situation. Lily le suit et prend le même train. Elle se saoule et devient agressive. Alice a pris elle aussi le train, car elle croit que Ritter est dans un tel état qu'il pourrait blesser Lily, voire la tuer si elle le provoquait. Elle les retrouve en train de se disputer, Ritter essaie d'empêcher Lily de tomber du train mais une porte mal fermée s'ouvre sous son poids. Ritter et Alice sont à nouveau réunis.

## Fiche technique
- Titre français : Le Visage volé[1]
- Titre original : Stolen Face
- Réalisateur : Terence Fisher
- Scénario : Martin Berkeley (en), Richard H. Landau
- Direction artistique : C. Wilfred Arnold
- Costumes : Edith Head
- Photographie : Walter J. Harvey
- Son : William Salter
- Montage : Maurice Rootes
- Musique : Malcolm Arnold
- Production : Anthony Hinds
- Société de production : Hammer Film Productions, Lippert Films
- Société de distribution : Exclusive Films
- Pays d'origine :  Royaume-Uni
- Format : Noir et blanc  — 35 mm — 1,37:1 — son mono
- Genre : Film dramatique
- Durée : 72 minutes
- Date de sortie : 
  - Royaume-Uni : mai 1952
  - France : 13 août 1965[1]

## Distribution
- Paul Henreid : Philip Ritter
- André Morell : David
- Lizabeth Scott : Alice Brent / Lily Conover
- Mary Mackenzie : Lily avant l'opération
- Susan Stephen : Betty
- John Wood : docteur Jack Wilson
- Arnold Ridley : docteur Russel
- Everley Gregg : Lady Haringay
- Cyril Smith : Alf
- Diana Beaumont : May
- Terence O'Regan : Pete Snipe
- Russell Napier : Cutler
- Ambrosine Phillpotts : Mle Patten
- Alexis France : Mme Emmett)
- John Bull : Charles Emmett
- Richard Wattis : Wentworth
- Dorothy Bramhall : Mle Simpson
- Janet Burnell : Maggie
- Grace Gavin : l'infirmière